# Sindromul Marinesco-Sjögren
Sindromul Marinesco-Sjögren sau sindromul Marinesco-Garland, sindromul Garland-Moorhouse, sindromul Sjögren II, sindromul Marinesco-Sjögren-Garland, sindromul Torsten, sindromul Torsten Sjögren (OMIM 248800), este un sindrom neurologic ereditar rar (au fost descrise peste 100 de persoane cu acest sindrom), transmis autozomal recesiv, caracterizat prin ataxie cerebeloasă cu atrofie cerebeloasă, disdiadocochinezia, dizartrie, cataractă cu debut precoce, retard intelectual moderat până la sever, hipotonie și slăbiciune musculară, statură mică, diverse anomalii scheletice, inclusiv scolioză, hipogonadism hipergonadotropic. Cu toate că mulți adulți au un handicap sever, durata de viață pare a fi aproape de normală.
A fost numit după Gheorghe Marinescu (1863 - 1938), neurolog român, profesor la București, și Karl Gustaf Torsten Sjögren (1896 - 1974), psihiatru și genetician suedez, primii care au descris această boală. În 1931 Gheorghe Marinescu a descris pentru prima dată 4 bolnavi care sufereau de această afecțiune. Sjögren, în 1950, a raportat 14 cazuri similare în Suedia.. În 1953 doi neurologi britanici Hugh Garland and Doreen Moorhouse au descris 2 bolnavi cu sindromul Marinesco-Sjögren.
Sindromul Marinesco-Sjögren este o boală autozomală recesivă provocată de o mutație a genei SIL1, localizată pe regiunea 5q31 a cromozomului 5;  gena SIL1 a fost identificată prin secvențializarea ADN.  

## Tablou clinic
- Ataxie cerebeloasă cu atrofie cerebeloasă.
- Debut precoce (nu neapărat congenital) a cataractei.
- Retard psihomotor (dizabilitate intelectuală ușoară până la severă).
- Miopatie, slăbiciune musculară și hipotonie.
- Hipogonadism hipergonadotropic (de exemplu, insuficiența gonadală primară).
- Statură scurtă.
- Diverse anomalii ale scheletului: scolioză, scurtarea oaselor metacarpiene, metatarsiene și a falangelor; coxa valga, pes planovalgus și pectus carinatum.
- Dizartrie.
- Strabism și nistagmus.

### Evoluție
- Copiii cu sindromul Sjögren-Marinesco (SMS) sunt născuți după sarcini necomplicate.
- Copiii cu SMS, de obicei, prezintă hipotonie musculară în copilaria timpurie. Slăbiciunea musculară distală și proximală se observă în prima decadă a vieții.
- Mai târziu, apare ataxia tronculară cerebeloase, disdiadochochinezia, dizartrie.
- Funcția motorie se agravează progresiv în câțiva ani, apoi se stabilizează la o vârstă imprevizibilă și la un anumit grad de severitate. Multe persoane afectate nu sunt capabile să meargă fără ajutor.
- Cataracta bilaterală nu este neapărat congenitală, dar se poate dezvolta rapid și de obicei necesită extracția cristalinului în primul deceniu de viață. Nistagmusul și strabismul sunt prezente.
- Etapele de dezvoltare psihomotorie sunt întârziate. Dizabilitațea intelectuală variază de la ușoară până la severă.
- Multe persoane cu SMS au o statura mică și grade variabile de scolioză. Gravitatea afectărilor scheletice se corelează cu severitatea de ansamblu a SMS.
- Deși mulți adulți au un handicap sever, durata de viata în SMS pare a fi aproape de normală.

## Diagnosticul

### Diagnosticul clinic
Sindromul Marinesco-Sjögren (SMS) ar trebui să fie luate în considerare la persoanele cu următoarele semne clinice:
- Ataxie cerebeloasă cu atrofie cerebeloasă
- Debut precoce (nu neapărat congenital) a cataractei
- Retard psihomotor
- Miopatie, slăbiciune musculară și hipotonie

Caracteristici adiționale:
- Hipogonadism hipergonadotropic (de exemplu, insuficiența gonadală primară)
- Statură scurtă
- Diverse anomalii ale scheletului (scolioza, scurtarea oaselor metacarpiene, metatarsiene și a falangelor; coxa valga, pes planovalgus și pectus carinatum.)
- Dizartrie
- Strabism și nistagmus

### Diagnosticul paraclinic
- Electromiografia prezintă caracteristicile unei miopatii.
- Imagistica. La persoanele cu SMS clasic, studii neuroimagistice, cum ar fi imagistica prin rezonanța magnetică (MRI) arată o atrofie cerebeloasă, de obicei, mai pronunțată în vermis decât în emisfere. Un cortex cerebelar T2-hiperintens a fost raportat la persoanele cu SMS care au o mutație SIL1.
- Imagistică musculară arată o distrofie severă cu înlocuirea țesutului muscular cu țesut adipos și conjunctiv.
- Radiografiile osoase arată o scolioza, scurtarea oaselor metacarpiene, metatarsiene și a falangelor; coxa valga, pes planovalgus; și pectus carinatum.
- Concentrația creatinkinazei serice (CK) este normală sau moderat crescută (de obicei de 2-4 ori peste limitele superioare normale).
- Biopsie musculară. Microscopie optică arată variații în mărimea fibrelor musculare, fibre atrofice, substituție adipoasă, și formațiuni vacuolare bordate. Microscopie electronică pune în evidență vacuole autofagice, spirale membranoase și structuri dublu-membranare electronodense asociate cu nuclee, care sunt considerate a fi o caracteristică ultrastructurală specifică a MSS.